# Manuscrit trouvé à Saragosse
Manuscrit trouvé à Saragosse (Manuscrito Encontrado em Saragoça (título em Portugal) ) é um livro do autor polaco Jan Potocki, escrita em francês.
O livro foi adaptado ao cinema em 1964, pelo realizador polaco Wojciech Has.